# AKT2
AKT2 (англ. AKT serine/threonine kinase 2) – білок, який кодується однойменним геном, розташованим у людей на короткому плечі 19-ї хромосоми. Довжина поліпептидного ланцюга білка становить 481 амінокислот, а молекулярна маса — 55 769.
| 10         |  | 20         |  | 30         |  | 40         |  | 50         |
| ---------- |  | ---------- |  | ---------- |  | ---------- |  | ---------- |
| MNEVSVIKEG |  | WLHKRGEYIK |  | TWRPRYFLLK |  | SDGSFIGYKE |  | RPEAPDQTLP |
| PLNNFSVAEC |  | QLMKTERPRP |  | NTFVIRCLQW |  | TTVIERTFHV |  | DSPDEREEWM |
| RAIQMVANSL |  | KQRAPGEDPM |  | DYKCGSPSDS |  | STTEEMEVAV |  | SKARAKVTMN |
| DFDYLKLLGK |  | GTFGKVILVR |  | EKATGRYYAM |  | KILRKEVIIA |  | KDEVAHTVTE |
| SRVLQNTRHP |  | FLTALKYAFQ |  | THDRLCFVME |  | YANGGELFFH |  | LSRERVFTEE |
| RARFYGAEIV |  | SALEYLHSRD |  | VVYRDIKLEN |  | LMLDKDGHIK |  | ITDFGLCKEG |
| ISDGATMKTF |  | CGTPEYLAPE |  | VLEDNDYGRA |  | VDWWGLGVVM |  | YEMMCGRLPF |
| YNQDHERLFE |  | LILMEEIRFP |  | RTLSPEAKSL |  | LAGLLKKDPK |  | QRLGGGPSDA |
| KEVMEHRFFL |  | SINWQDVVQK |  | KLLPPFKPQV |  | TSEVDTRYFD |  | DEFTAQSITI |
| TPPDRYDSLG |  | LLELDQRTHF |  | PQFSYSASIR |  | E          |  |            |

A: Аланін

C: Цистеїн

D: Аспарагінова кислота

E: Глутамінова кислота

F: Фенілаланін

G: Гліцин

H: Гістидин

I: Ізолейцин

K: Лізин

L: Лейцин

M: Метіонін

N: Аспарагін

P: Пролін

Q: Глутамін

R: Аргінін

S: Серин

T: Треонін

V: Валін

W: Триптофан

Кодований геном білок за функціями належить до трансфераз, кіназ, серин/треонінових протеїнкіназ, білків розвитку, фосфопротеїнів. 
Задіяний у таких біологічних процесах, як апоптоз, регуляція трансляції, транспорт, вуглеводний обмін, метаболізм глікогену, обмін глюкози, ацетилювання, альтернативний сплайсинг. 
Білок має сайт для зв'язування з АТФ, нуклеотидами, іонами металів, іоном марганцю. 
Локалізований у клітинній мембрані, цитоплазмі, ядрі, мембрані, ендосомах.